# Hans-Ulrich Schulz (Leichtathlet)
Hans-Ulrich Schulz (* 24. Mai 1939 in Gützkow; † 22. August 2012 in Greifswald) war ein deutscher Sprinter, der sich auf den 400-Meter-Lauf spezialisiert hatte.
Anfang der 1960er Jahre bei der Hochschulsportgemeinschaft (HSG) „Wissenschaft“ Greifswald entdeckt und gefördert, wechselte er nachfolgend zum SC Dynamo Berlin.
Bei den Olympischen Spielen 1964 in Tokio wurde er Fünfter in der 4-mal-400-Meter-Staffel.
Mit dem SC Dynamo Berlin wurde er 1964 DDR-Meister in der 4-mal-400-Meter-Staffel.
Seine persönliche Bestzeit von 46,6 s stellte er am 9. August 1964 in Berlin auf.